# NGC 7136
NGC 7136 је двојна звезда у сазвежђу Јарац која се налази на NGC листи објеката дубоког неба.
Деклинација објекта је - 11° 47' 34" а ректасцензија 21h 49m 43,3s. Привидна величина (магнитуда) објекта NGC 7136 износи 11,7.